# Cirí Grande
Cirí Grande es un corregimiento del distrito de Capira en la provincia de Panamá Oeste, República de Panamá. La localidad tiene 3.635 habitantes (2010).